# Ла-Рок-сюр-Перн
Ла-Рок-сюр-Перн (фр. La Roque-sur-Pernes) — коммуна во французском департаменте Воклюз региона Прованс — Альпы — Лазурный Берег. Относится к кантону Перн-ле-Фонтен. 

## История
После Второй мировой войны в коммуне поселились сотни людей французского происхождения из исторической области Банат.

## Географическое положение
Ла-Рок-сюр-Перн расположен в 24 км к востоку от Авиньона и в 5 км к юго-востоку от Перн-ле-Фонтена. Соседние коммуны: Сен-Дидье на севере, Ле-Босе и Венаск на северо-востоке, Суман-де-Воклюз на юге, Перн-ле-Фонтен на северо-западе.				

## Демография
Население коммуны на 2010 год составляло 431 человек.
| 1962 | 1968 | 1975 | 1982 | 1990 | 1999 | 2010 |
| ---- | ---- | ---- | ---- | ---- | ---- | ---- |
| 175  | 233  | 235  | 262  | 357  | 447  | 431  |

## Достопримечательности
- Замок XI века.

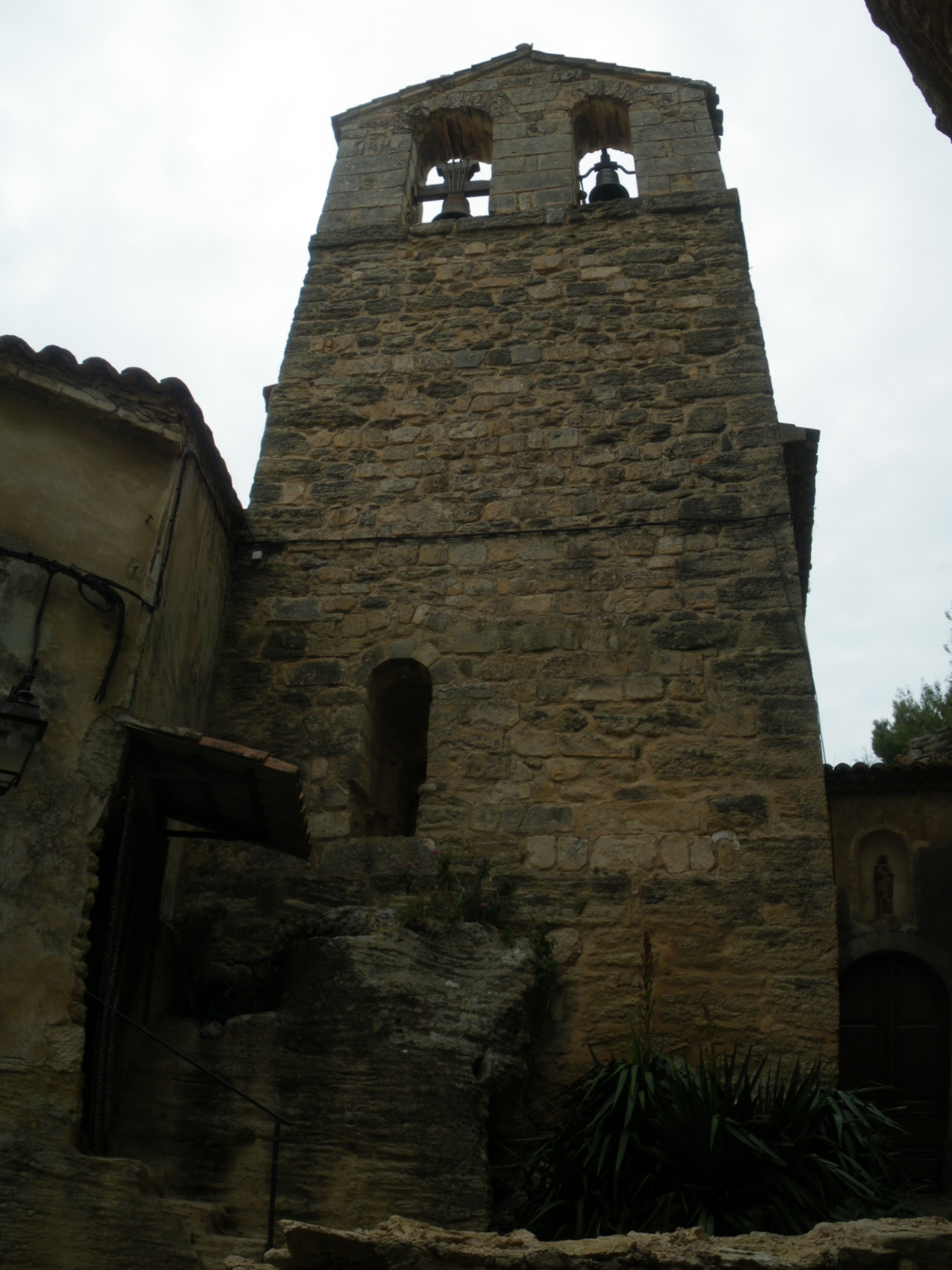
Колокольня церкви Сен-Пьер-э-Сен-Поль.

- Церковь Сен-Пьер-э-Сен-Поль, 1758 год.
- В городе находятся многочисленные фонтаны, лавуары и мостовые-каладье.